# 半导体器件可靠性
半导体器件可靠性可以归纳为以下几点：
1. 半导体器件对杂质和灰尘很敏感。所以在繁复的生产工艺中，精确控制杂质和灰尘的等级是非常必要的。最终产品的质量很大程度上依靠生产中的各个相对独立而又相互影响的生产阶段，例如金属化(metallization),芯片材料(chip material), 封装等。
2. 由于技术飞速进步，新材料和新工艺不断被用于新研发的器件中，设计时间表根据非循环工程常数(non-recurring engineering)限定，再加上市场对设计时间不断提出苛刻要求，所以可靠性设计基本不可能按照已有的产品进行。
3. 为达到一定的经济指标，半导体产品总是大批量生产的；并且修理半导体产成品也是不实际的。所以半导体产品在设计阶段加入可靠性的概念和在生产阶段减少变量就成为十分必要的要求。
4. 半导体器件可靠性取决于装配，使用，环境状况。影响因素包括气体，灰尘，沾污，电压，电流密度，温度，湿度，应力，往复振动，剧烈震荡，压强和电磁场的强度。

设计方面影响半导体器件可靠性的因素包括：电压衰退，功率衰退，电流衰退，稳定性，逻辑时间变差(logic simulation)，时效分析(timing analysis),温度衰退和工艺控制。

## 提高方法
半导体器件可靠性依靠以下方法保证其处于高水准：
1. 在洁净车间内生产，以控制杂质。
2. 严格的工艺控制，减少变量。
3. 老化（短时间，极端条件下运转）并测试以减少不合格品漏过。
4. 半导体芯片测试，指在封装前，用连接测试设备的探针，在显微设备下接触芯片并进行测试，去除不合格品。
5. 用整套参数测试封装后的半导体器件，确保产品能正常运作。